# Koparka
Koparka – maszyna do robót ziemnych, służąca do oddzielania urobku od gruntu i przeniesienia na środki transportowe lub na składowisko. Koparka może również pełnić rolę urządzenia przeładunkowego (wtedy nabiera i przenosi tylko materiał sypki). Są maszynami powszechnie stosowanymi wszędzie tam, gdzie zachodzi właśnie konieczność takich procesów, stąd wykorzystywana jest powszechnie przy pracach ziemnych budowlanych, transportowych lub górniczych.

## Podział
Zasadniczo podziału koparek dokonuje się na dwie podstawowe grupy w zależności od charakteru pracy:
- Koparki pracujące w cyklu przerywanym, tzn. pomiędzy kolejnymi etapami pracy naczynia urabiającego występują etapy pomocnicze, takie jak przeniesienie naczynia z urobkiem, jego opróżnienie i powrót do pozycji pracy. Ponieważ wyposażone są w jedno naczynie urabiające, nazywane są koparkami jednonaczyniowymi. Jest to grupa koparek najpowszechniej znanych i stosowanych.
- Koparki pracujące w cyklu ciągłym, tzn. kolejne etapy pracy naczyń urabiających następują jedno po drugim w sposób ciągły. Są wyposażone w wiele naczyń urabiających połączonych zamkniętym łańcuchem lub ustawionych na kole czerpakowym. Grupa ta określana jest jako koparki wielonaczyniowe.

Podział w zależności od osprzętu roboczego:
- podsiębierne – może pracować zarówno powyżej jak i poniżej poziomu terenu na którym stoi.
- przedsiębierne – współpracuje ze środkiem transportu, pracuje zjeżdżając do wykopu, pracuje z poziomu wykopu,
- chwytakowe – (do wykopów jamistych): opuszcza się łyżka, nabiera i unosi grunt,
- zbierakowe – zbierak wleczony po ziemi na linie odspaja grunt; może być stosowany do wszystkich rodzajów wykopów.

Do ciekawych zastosowań koparek należy koparka podwodna przeznaczona do eksploatacji morskich złóż minerałów, tzw. konkrecji. Innym nietypowym rozwiązaniem jest koparka linotorowa, którą zalicza się również do dźwignic linotorowych.
Do drobnych robót ziemnych często wykorzystywane są koparkoładowarki zbudowane na bazie ciągnika.

## Warianty osprzętu koparek

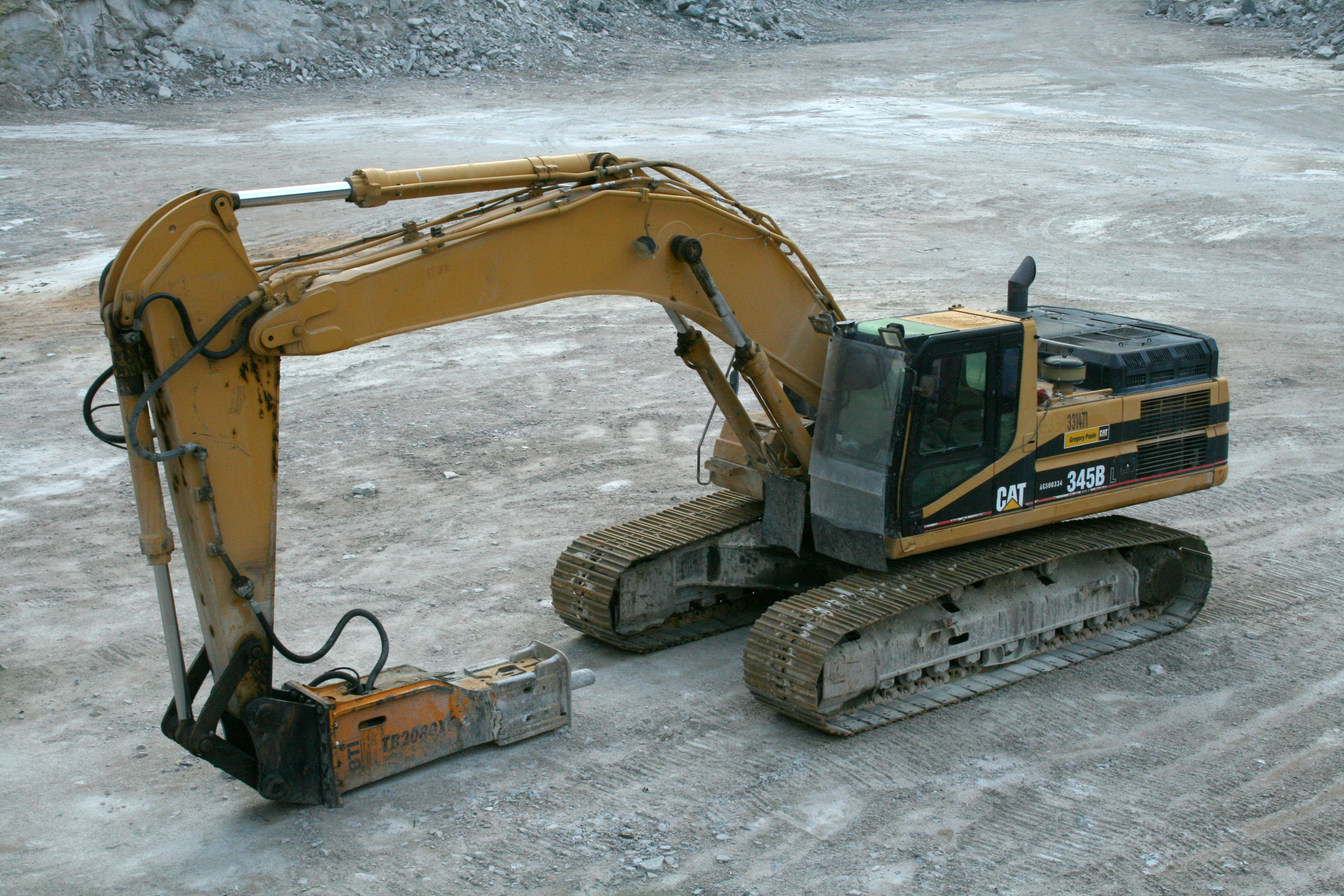
Młot wyburzeniowy
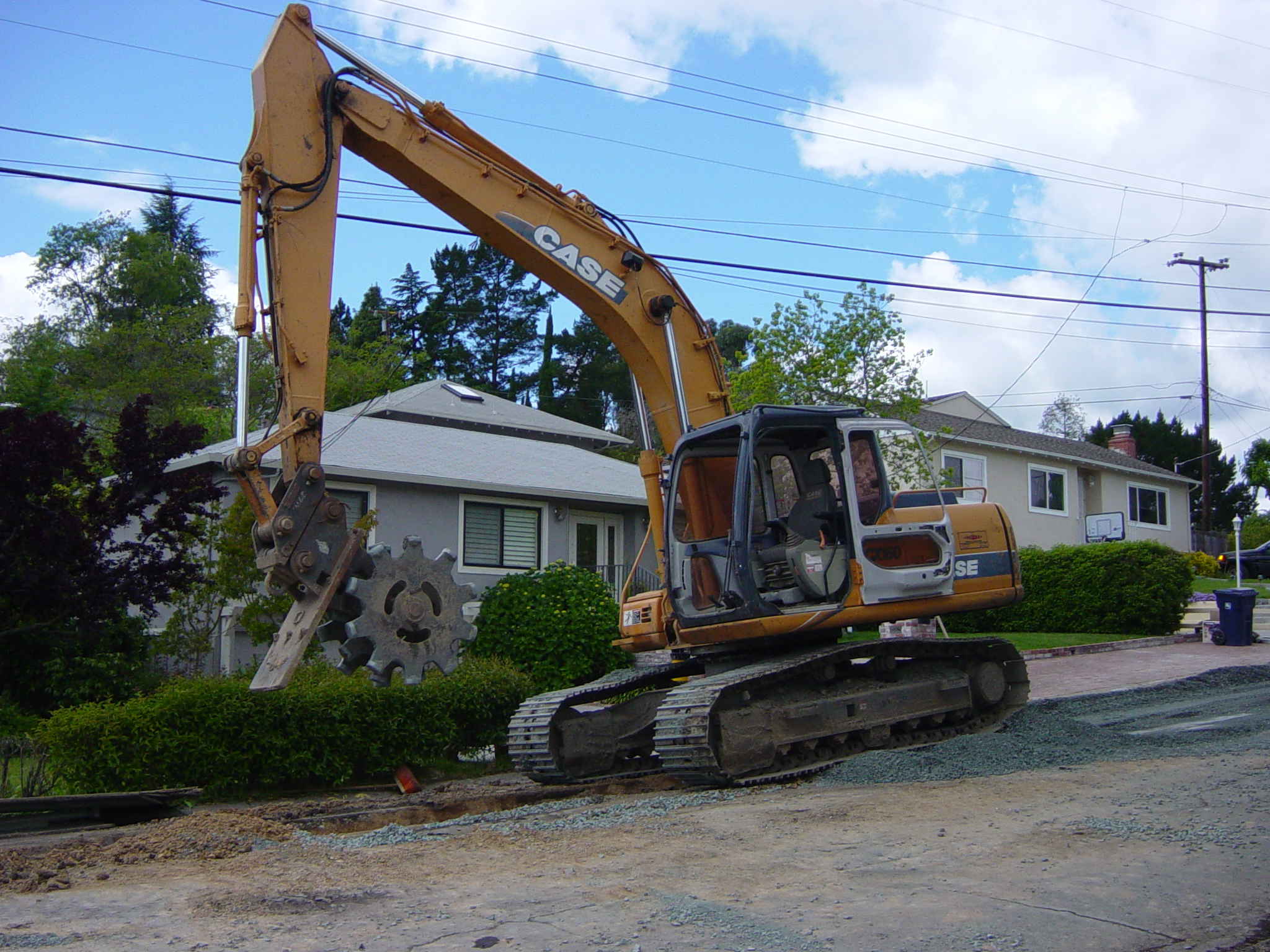
Frezarka
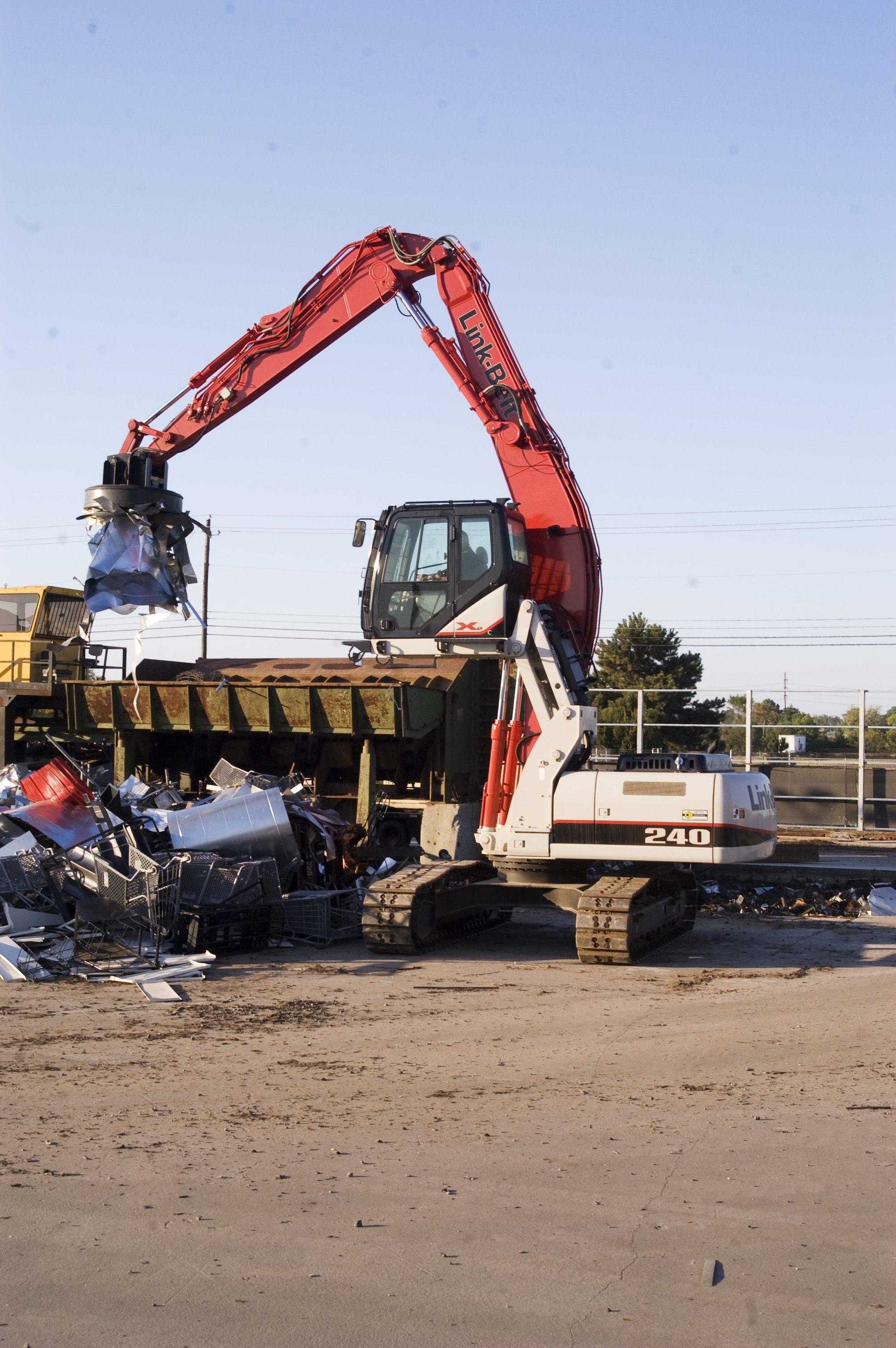
Chwytak elektromagnetyczny
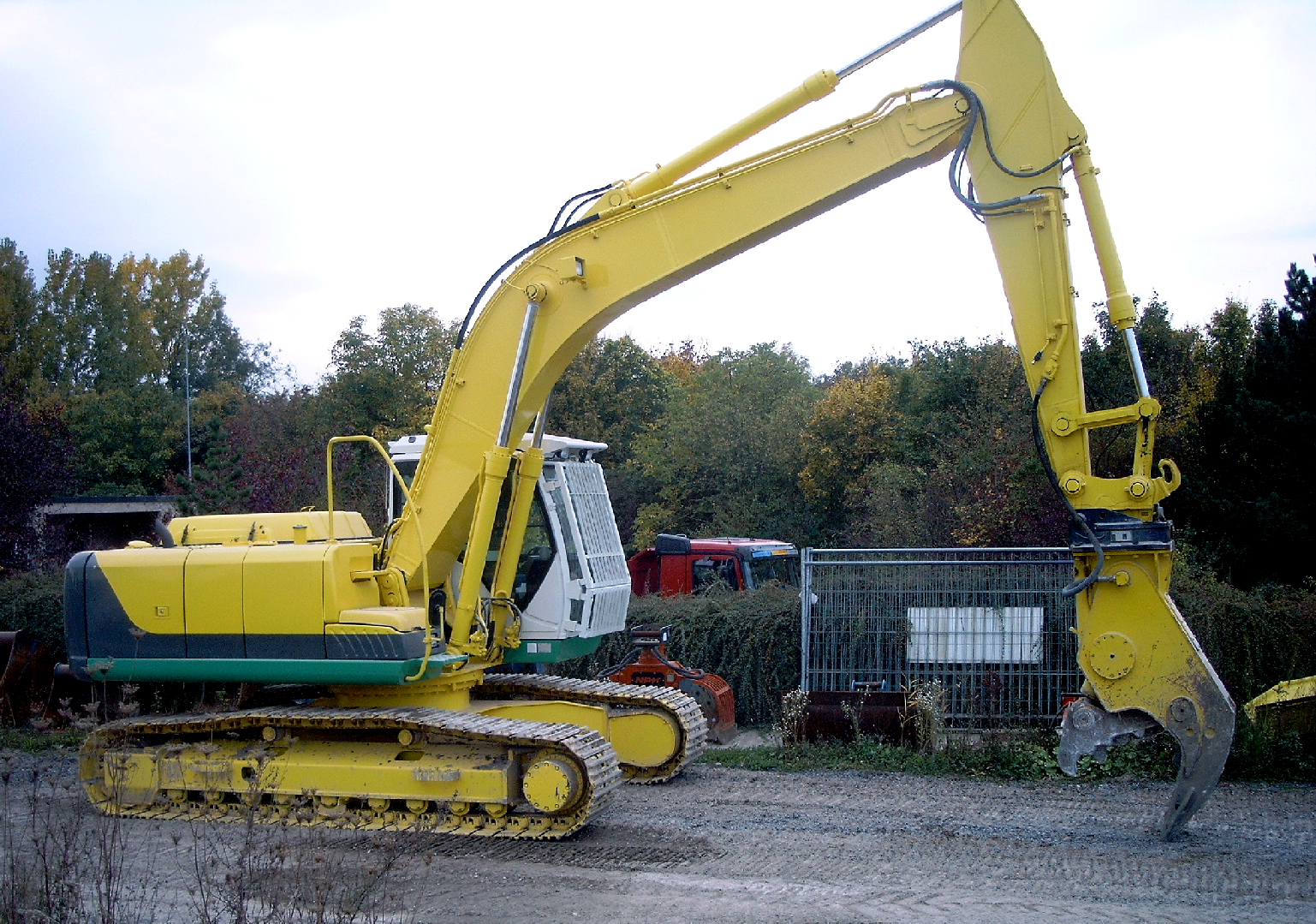
Rozdrabniacz
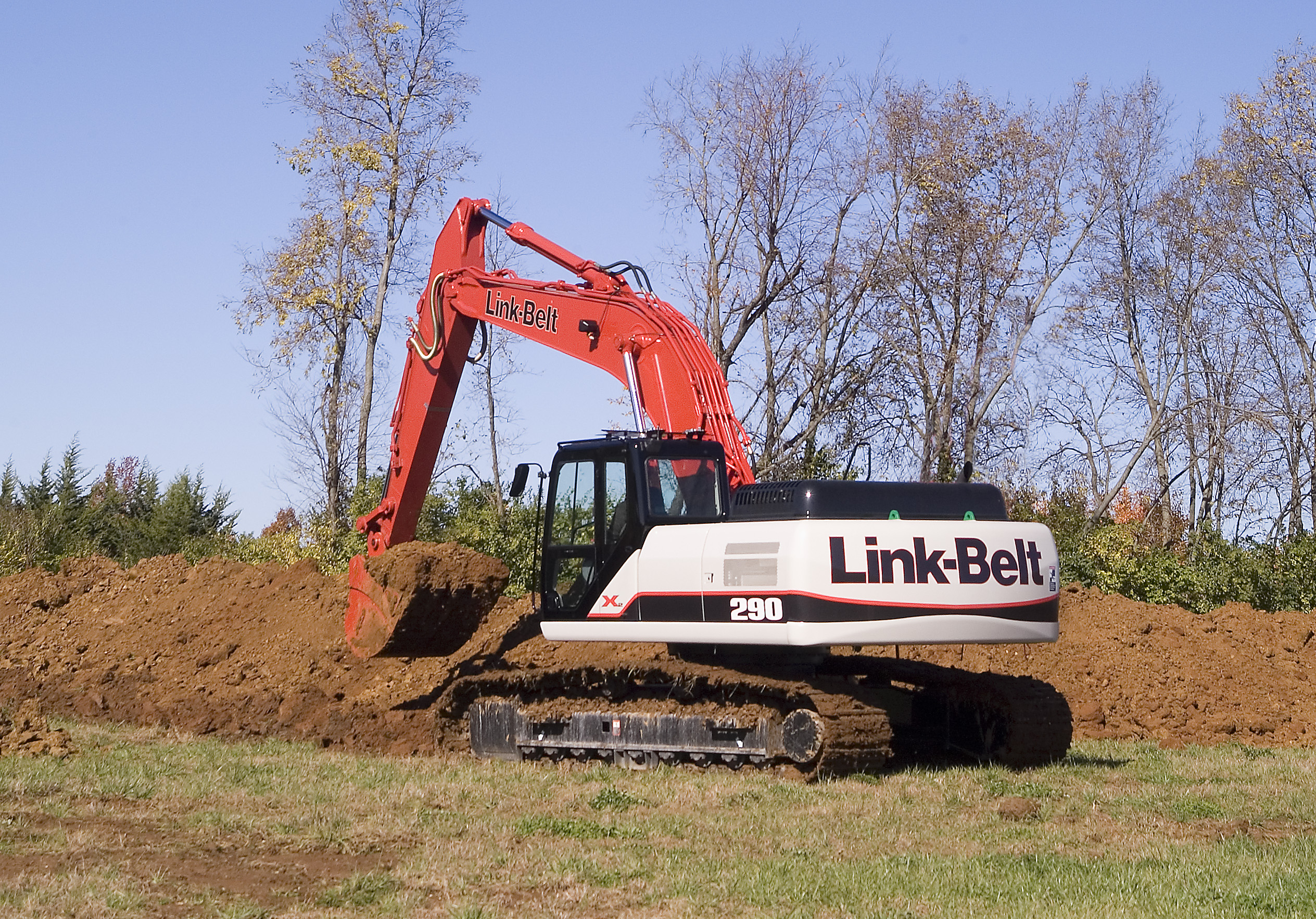
Łyżka
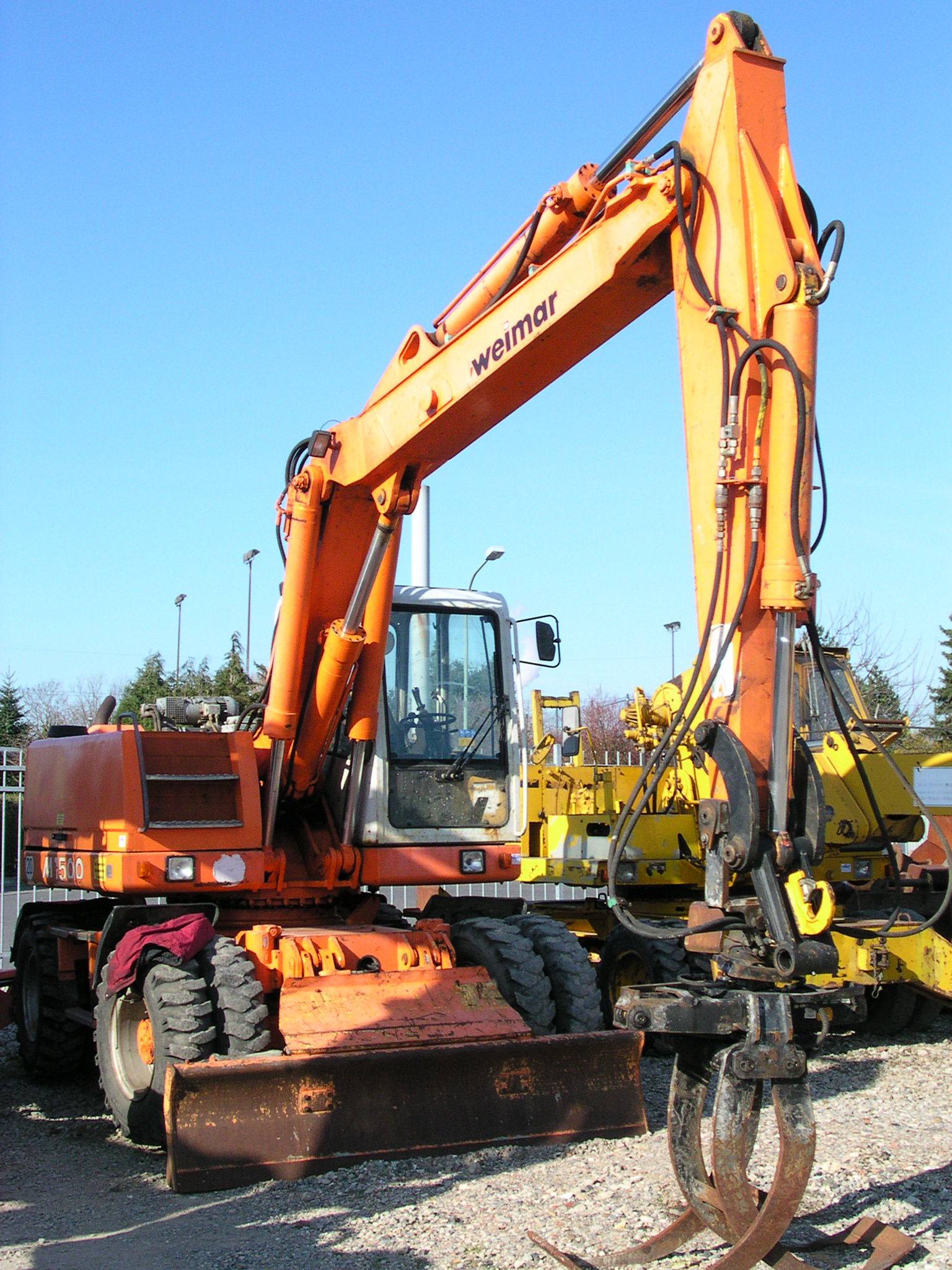
Chwytak
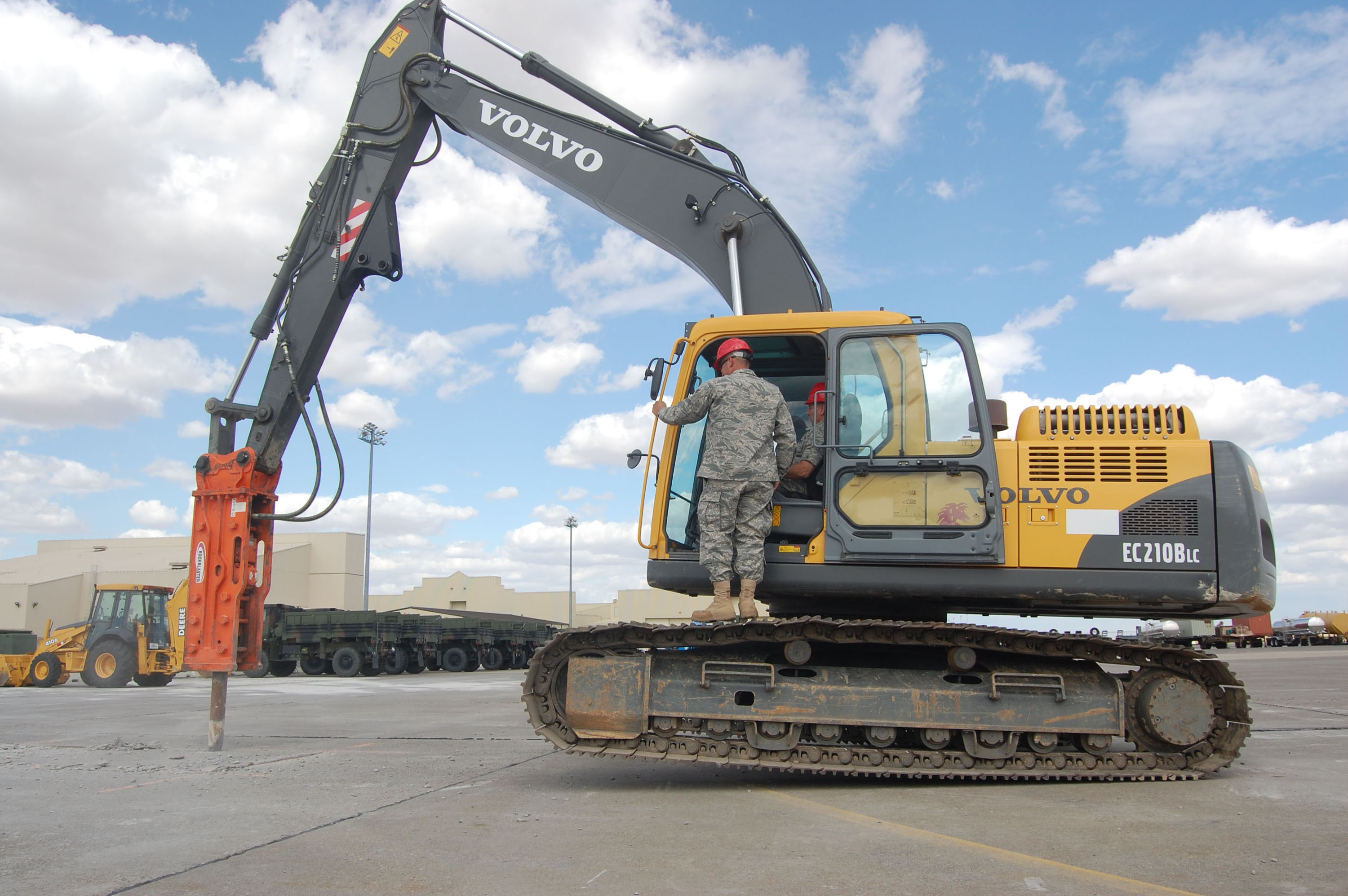
Młot hydrauliczny